# 飞龙路站
飞龙路站是南宁轨道交通4号线的地铁车站，位于中华人民共和国广西壮族自治区南宁市良庆区五象大道与飞龙路交叉口地下。
本站于2020年11月23日随4号线开通而投入使用，设有4个出入口和1个岛式站台。

## 设施

### 结构
本站设有2层，地面为出入口，地下一层为站厅，地下二层为4号线月台。
| 地面     | 出入口                    | 出入口                    |
| 地下一层 | 大堂                      | 客服中心、商店、自助服務  |
| 地下二层 |                           | █ 4号线列車往洪运路站方向 |
| 地下二层 | 島式月台                  |                           |
| 地下二层 | █ 4号线列車往楞塘村站方向 |                           |

### 出入口
本站形似狹長的方形，設有5個出入口，初期建設3個出入口。
| 出口編號            | 建議前往的目的地                                    |
| ------------------- | --------------------------------------------------- |
| A出入口（暂缓开通） | 五象大道 宋厢路 龙佑街                              |
| B出入口             | 五象大道 飞云路 宋厢路 云英路                       |
| C出入口（暂缓开通） | 飞龙路 云英路 凯旋路 宝能环球金融中心               |
| D出入口             | 飞龙路 云英路 凯旋路 宝能环球金融中心               |
| E出入口             | 飞龙路 歌韵路 博艺路 良堤路 南宁市体强路小学 DK国际 |
| 注： 設有无障碍电梯 |                                                     |